# Braya humilis
Braya humilis là một loài thực vật có hoa trong họ Cải. Loài này được (C.A. Mey.) B.L. Rob. mô tả khoa học đầu tiên năm 1895.